# Bezetting van Dire Straits
Dit is een overzicht van de bezetting van de Britse band Dire Straits. 

## Chronologische lijst
| ja(a)r(en) | Vaste bandleden | muzikanten die meetoerden |
| ---------- | --- | --- |
| 1977–1980  | - Mark Knopfler - gitaar, zang - David Knopfler - gitaar, keyboard, achtergrondzang - John Illsley - basgitaar, achtergrondzang - Pick Withers - drums, percussie                                               | |
| 1980       | - Mark Knopfler - gitaar, zang - John Illsley - basgitaar, achtergrondzang - Pick Withers - drums, achtergrondzang                                                                                              | niet getoerd |
| 1980–1982  | - Mark Knopfler - gitaar, zang - Hal Lindes - gitaar, achtergrondzang - John Illsley - basgitaar, achtergrondzang - Alan Clark - toetsen - Pick Withers - drums                                                 | |
| 1982–1984  | - Mark Knopfler - gitaar, zang - Hal Lindes - gitaar, achtergrondzang - John Illsley - basgitaar, achtergrondzang - Alan Clark - toetsen - Terry Williams - drums                                               | - Joop de Korte - percussie - Mel Collins - saxofoon - Tommy Mandel - keyboard                                                             |
| 1984–1985  | - Mark Knopfler - gitaar, zang - Hal Lindes - gitaar, achtergrondzang - John Illsley - basgitaar, achtergrondzang - Alan Clark - toetsen - Guy Fletcher - synthesizer, achtergrondzang - Terry Williams - drums | niet getoerd |
| 1985–1988  | - Mark Knopfler - gitaar, zang - Jack Sonni - gitaar - John Illsley - basgitaar, achtergrondzang - Alan Clark - toetsen - Guy Fletcher - synthesizer, achtergrondzang - Terry Williams - drums                  | - Chris White - saxofoon |
| 1988–1989  | - Mark Knopfler - gitaar, zang - John Illsley - basgitaar, achtergrondzang - Alan Clark - toetsen - Guy Fletcher - synthesizer, achtergrondzang - Terry Williams - drums                                        | - Chris White - saxofoon - Eric Clapton - gitaar                                                                                           |
| 1989–1991  | - Mark Knopfler - gitaar, zang - John Illsley - basgitaar, achtergrondzang - Alan Clark - keyboard - Guy Fletcher - synthesizer, achtergrondzang                                                                | niet getoerd |
| 1991–1992  | - Mark Knopfler - gitaar, zang - John Illsley - basgitaar, achtgrondzang - Alan Clark - toetsen - Guy Fletcher - synthesizer, achtergrondzang                                                                   | - Chris White - saxofoon - Chris Whitten - drums en percussie - Phil Palmer - gitaar - Paul Franklin - gitaar - Danny Cummings - percussie |
| 1992–1995  | - Mark Knopfler - gitaar, zang - John Illsley - basgitaar, achtergrondzang - Alan Clark - toetsen - Guy Fletcher - synthesizer, achtergrondzang                                                                 | niet getoerd |

#### Leden
- Mark Knopfler - leadzanger, gitaar (1977–1995)
- John Illsley - basgitaar, achtergrondzang (1977–1995)
- Alan Clark - toetsen (1980–1995)
- Guy Fletcher - synthesizer, achtergrondzang (1984–1995)
- David Knopfler - gitaar, keyboard, achtergrondzang (1977–1980)
- Pick Withers - drums, percussie (1977–1982)
- Terry Williams - drums (1982–1989)
- Jack Sonni - gitaar (1985–1988)
- Hal Lindes - gitaar, achtergrondzang (1980–1985)